# Herbert Burgess
Herbert Larry Burgess (ur. 25 lutego 1883 w Manchesterze, zm. 1954) – angielski piłkarz i trener.
Karierę rozpoczynał w Manchesterze City, w 1906 przeszedł do Manchesteru United. Z tym ostatnim klubem zdobył mistrzostwo Anglii (1908) i Puchar Anglii (1909). W 1910 opuścił zespół.
W latach 20. trenował m.in. włoskie zespoły A.C. Milan i AS Roma. Rozegrał 4 spotkania w reprezentacji Anglii.